# 14120 Espenak
14120 Espenak (1998 QJ54) là một tiểu hành tinh vành đai chính. Nó có đường kính khoảng 13.20. Mật độ và chu kỳ quay chưa rõ. Tiểu hành tinh được đặt theo tên Fred Espenak, ông đã xuất bản nhiều công trình liên quan đến dự đoán nhật thực.